# Øyers kommun
Øyers kommun (norska: Øyer kommune) är en kommun i landskapet Gudbrandsdalen i Innlandet fylke i Norge. Den gränsar i söder till Lillehammers kommun.
Näringslivet har traditionellt varit skogsbruk (164 km²) och jordbruk (30 km²). På 180 gårdar finns 1200 mjölkdjur. I samband med vinter-OS 1994 i Lillehammer blomstrade turistnäringen upp och ett högfjällshotell byggdes.
Ortnamnet Øyer omnämns första gången 1323, men är förmodligen äldre. Namnet ö/öy betyder här platt landområde längs ett vattendrag.

## Administrativ historik
Øyers kommun bildades på 1830-talet, samtidigt med flertalet andra norska kommuner. 
1867 överfördes ett område med 40 invånare till Gausdals kommun.

## Tätorter
I Øyers kommun finns tre tätorter:
- Granrudmoen
- Tretten
- Øyer (centralort)

## Socknar
Inom Norska kyrkan är Øyers kommun indelad i två socknar:
- Trettens socken
- Øyers socken

Socknarna ingår i Sør-Gudbrandsdals prosteri i Hamars stift.

## Bilder

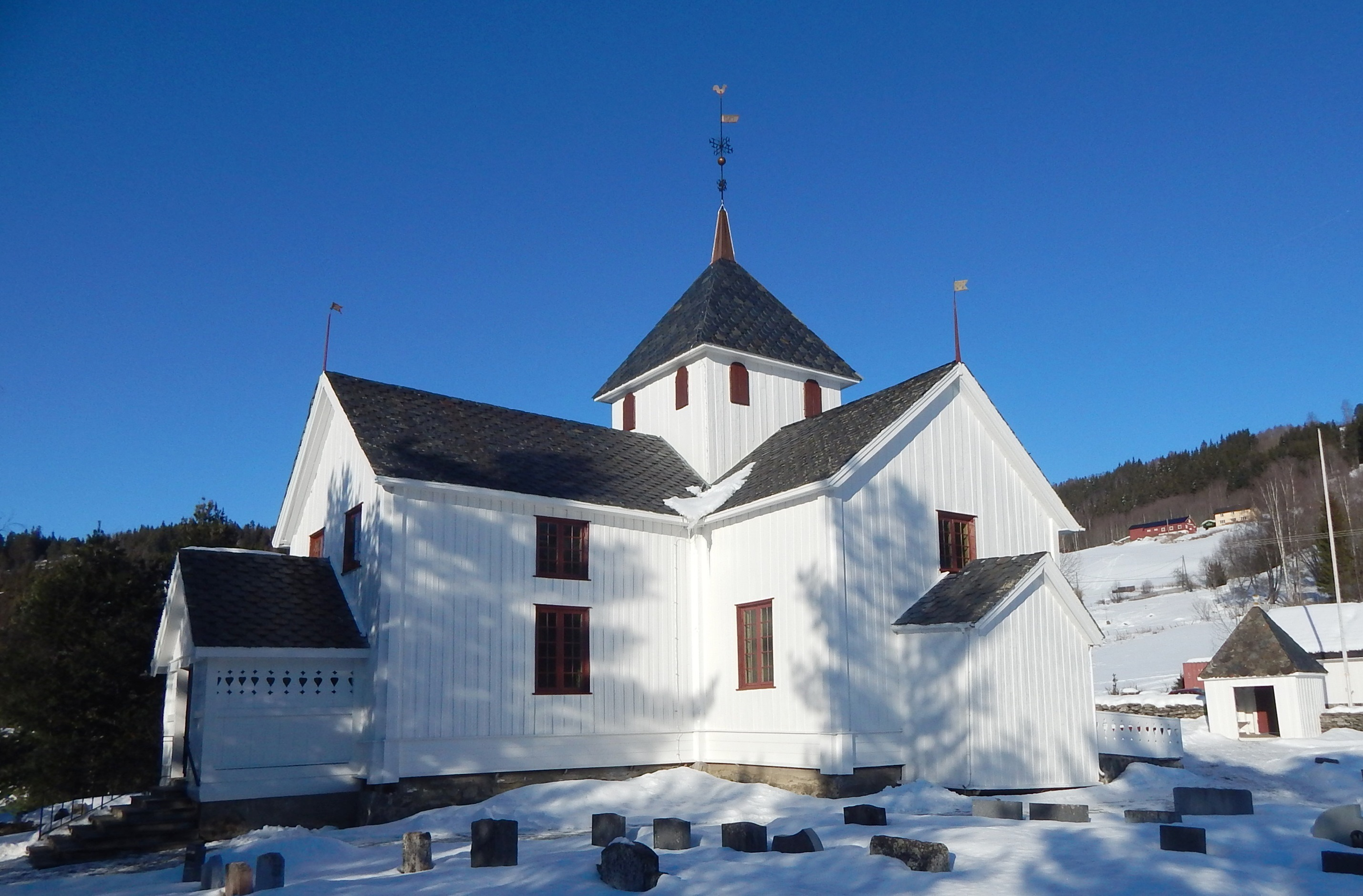
Trettens kyrka.
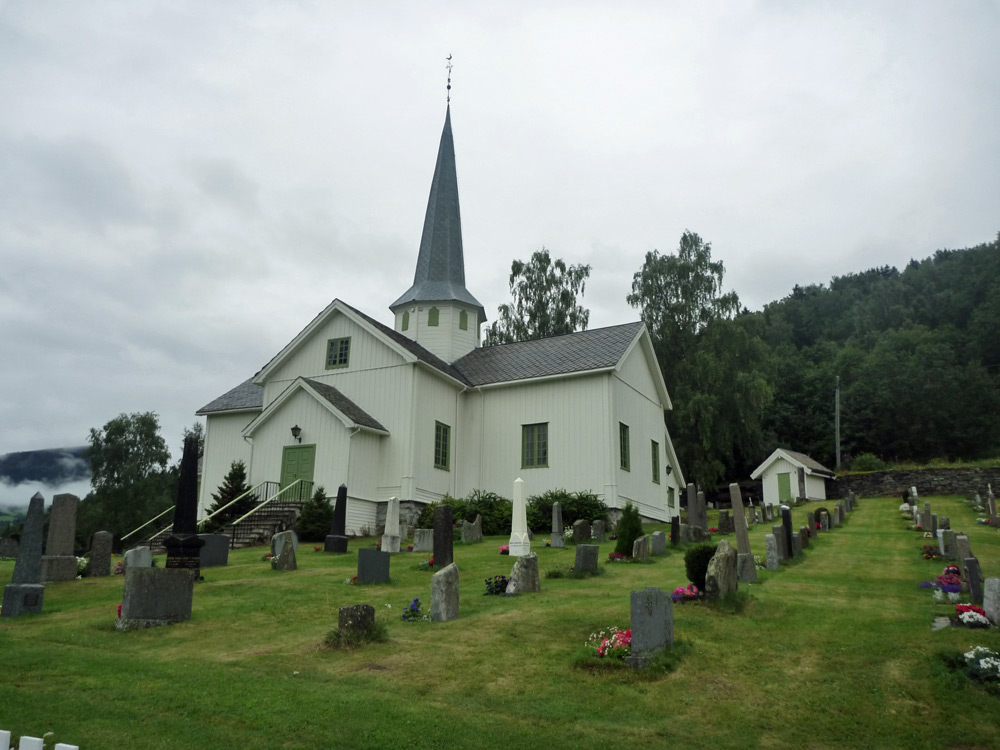
Øyers kyrka.